# Mössebergs kurort

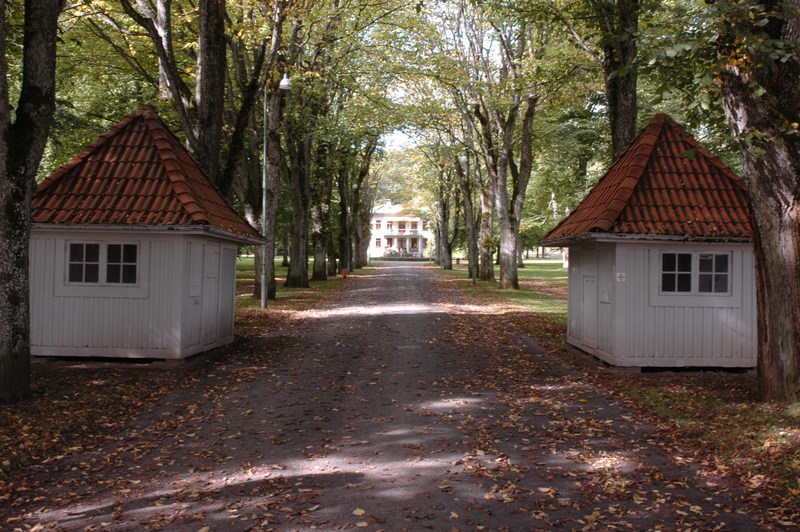
Grindstugorna vid Mössebergsparken och Mössebergs kurort.

Mössebergs kurort vid Mösseberg i Friggeråker, Falköpings kommun i Västergötland, är en kurort med en kuranstalt vars äldsta delar byggdes på 1860-talet. Den är byggnadsminne sedan 29 oktober 1979.

## Historik

### Mössebergs kurort från starten 1865 till 1900
Mössebergsparken är det samlade namnet för den sammanhållna byggnads- och parkmiljö, som utgör Mössebergs kuranstalt. Denna grundades 1865 under namn av Mössebergs Vattenkuranstalts Aktiebolag. Männen bakom grundandet var framför andra greve Gösta Posse, ägare till bland annat Wretens egendom, Hans von Essen i Tidaholm och Reinhold von Essen på Ljunghem samt arkitekten Gustaf Sjöberg och läkaren Adolf Fredrik Melander. 
Bakgrunden till etableringen var den sunda luften på Mössebergs höjder och det ymniga källvattnet. En viktig förutsättning var troligen att kurorten blev lättillgänglig för tågresenärer i och med Västra stambanans dragning öster om Mösseberg, en dragning, som Gösta Posse aktivt arbetat för.  
(Från nordöst mot sydväst genomkorsas kommunen även av Västra stambanan varifrån Jönköpingsbanan ansluter mot sydöst i Falköping. Västra stambanan trafikeras av SJ:s fjärrtåg samt regiontågen Västtågen som förutom vid Falköping även stannar vid Stenstorp och Floby. Västtågen trafikerar även Jönköpingsbanan. Jönköpingsbanan byggdes ursprungligen som en del av Södra stambanan åren 1862–1863. Den var då järnvägen till Malmö, både från Göteborg och Stockholm. Sedan dåvarande Östra stambanan färdigställts mellan Nässjö och Katrineholm år 1874 har den sträckan helt övertagit Södra stambanans funktion som spårförbindelse mellan Stockholm och södra Sverige.) 
Som förberedelse gjorde initiativtagaren doktor Melander och arkitekten Sjöberg en studieresa för att bese badinrättningar i Tyskland och Frankrike. För park och planteringar anlitades trädgårdsdirektören Jacob Aspman. År 1866 tillsattes kurortens första läkarbefattning av den då 35-årige doktor Otto Torstensson från Askersund.
Beslut fattades om att anlita byggmästaren Anders Pettersson från Värsås för att uppföra ett bad- och societetshus vid Mösseberg. Denne skulle tio år senare även bygga Bad- och societetshuset i Hjo. En park anlades vid Mösseberg och ett bad- och societetshus stod klart 1867. Detta brann emellertid redan natten mellan den 5 och 6 september 1871, men ett nytt stod färdigt året därpå på samma grund som det första och med samma byggmästare. Av detta badhus återstår numera mittpartiet, som utgör bostadshuset Mössebergsparken nr 2. Badhuset var byggt efter samma princip, som det föregående, med sällskapsrum i mittpartiet och två flyglar med badlokaler. Vid mittpartiets norra sida fanns ett kapell. Under 1880-talet tillkom ett större och ett mindre hus för över- och underläkarens mottagningar, inrymmande även kamrerens kontor, gymnastiksalar och laboratorium, nuvarande Mössebergsparken 30 (A) respektive 30 B. En villa inrymmande apotek byggdes nordväst om badhuset och flera privata villor med gästrum. Utanför parken i korsningen Danska vägen och Mössebergsgatan uppfördes en restaurangbyggnad, vilken numera är riven. Flera av villorna längs Svandammsvägen och Lidgatan har också anknytning till kurorten genom uthyrning av gästrum. Ett hus har varit postkontor och ett annat "lasarett". Vid Svandammsvägen låg en stallbyggnad. då kurorten hade omfattande hästskjutsverksamhet och även bedrev jordbruk på sina ägor.
År 1885 byggdes ett sanatorium för tuberkulossjuka, det så kallade "Bredablick", på högplatån sydost om nuvarande utsiktstornet. Denna byggnaden revs dock 1962. En ny restaurangbyggnad med samma namn står nu på dess plats. Satsningen på tuberkulospatienter och överdrivna badkurer ledde med tiden till en nedgång för kurortsverksamheten. Doktor Otto Torstenssons experimenterande med verkningslösa eller rent av farliga behandlingar liksom smittorisken gjorde att gästantalet sjönk drastiskt mot slutet av seklet. Ett försök att öka antalet gäster genom att införa den kuriösa Kneippska badkuren, att vada i bäckar upp till anklarna, hjälpte inte upp det hela och övergavs därför ganska snart. En ny ledning tillsattes år 1898. Denna bestod av den nytillträdde överläkaren Frithiof Odenius från Stockholm och en ny styrelse med Falköpings borgmästare Otto Brummer som ordförande.

### Mössebergs kurort efter 1900

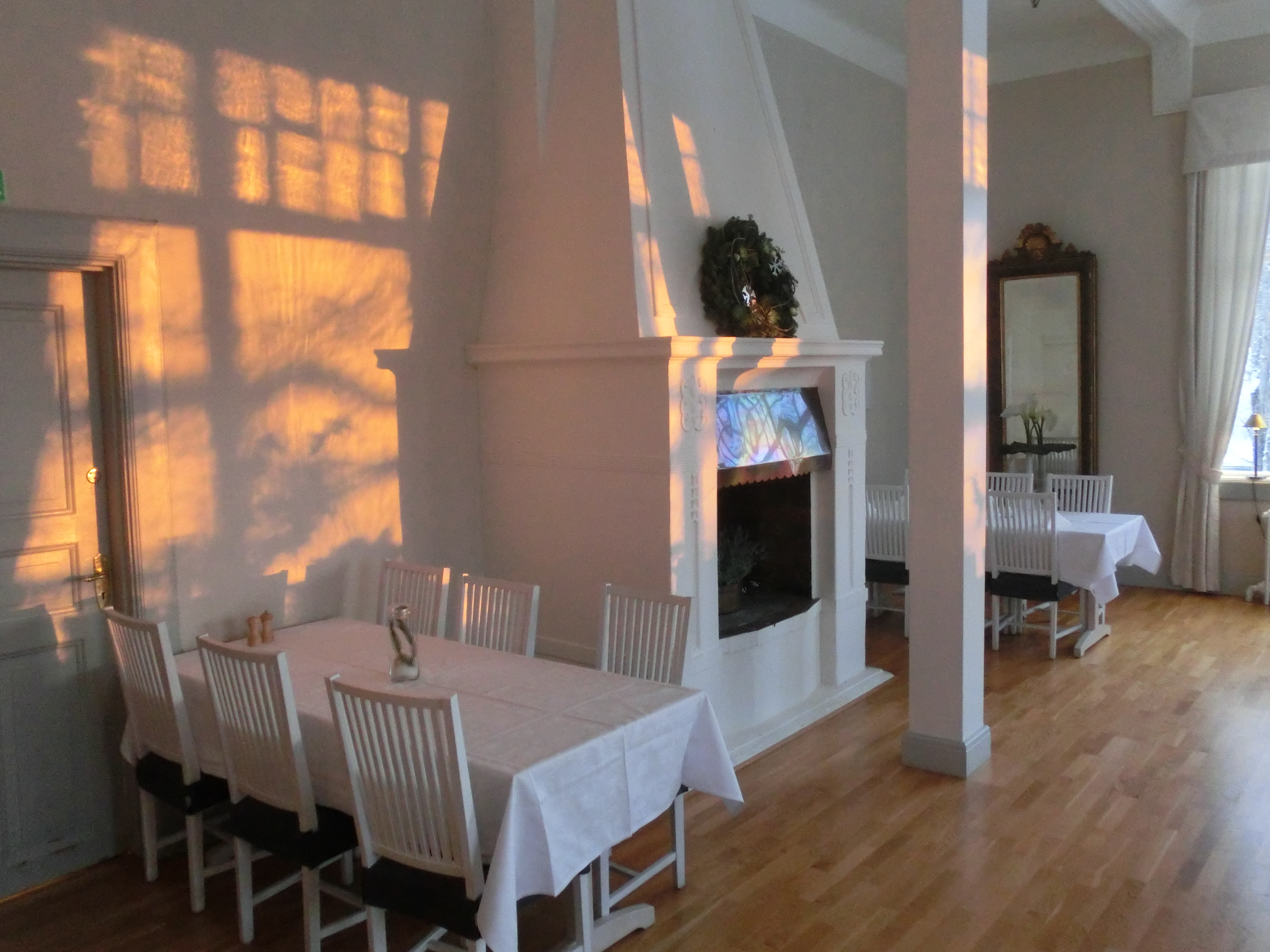
Mössebergs salonger i Vintersanatoriet, som byggdes i jugendstil och invigdes 14 november 1907 av prins Gustaf Adolf.

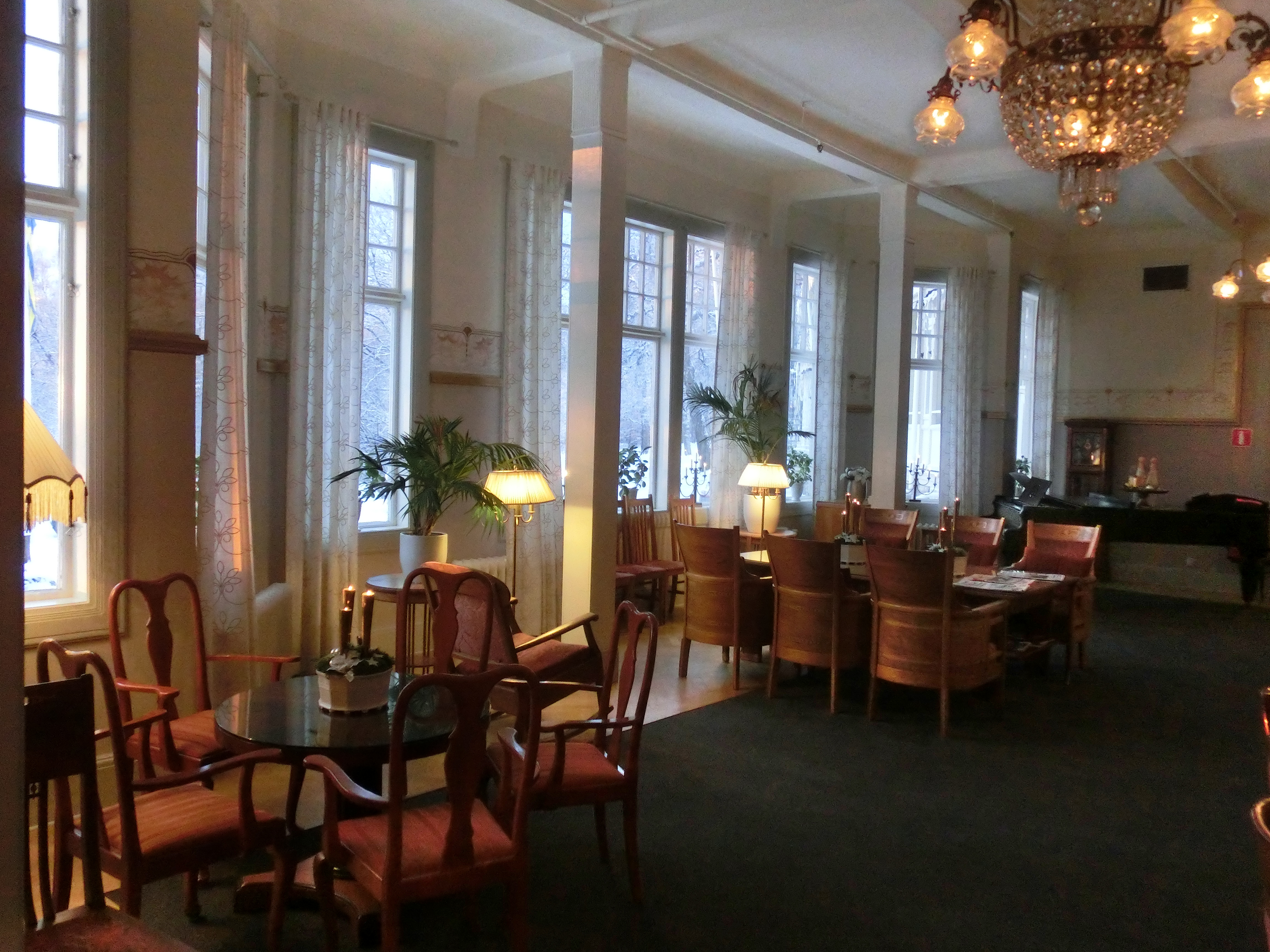
Mössebergs salonger i Vintersanatoriet, byggt 1907 i jugendstil.

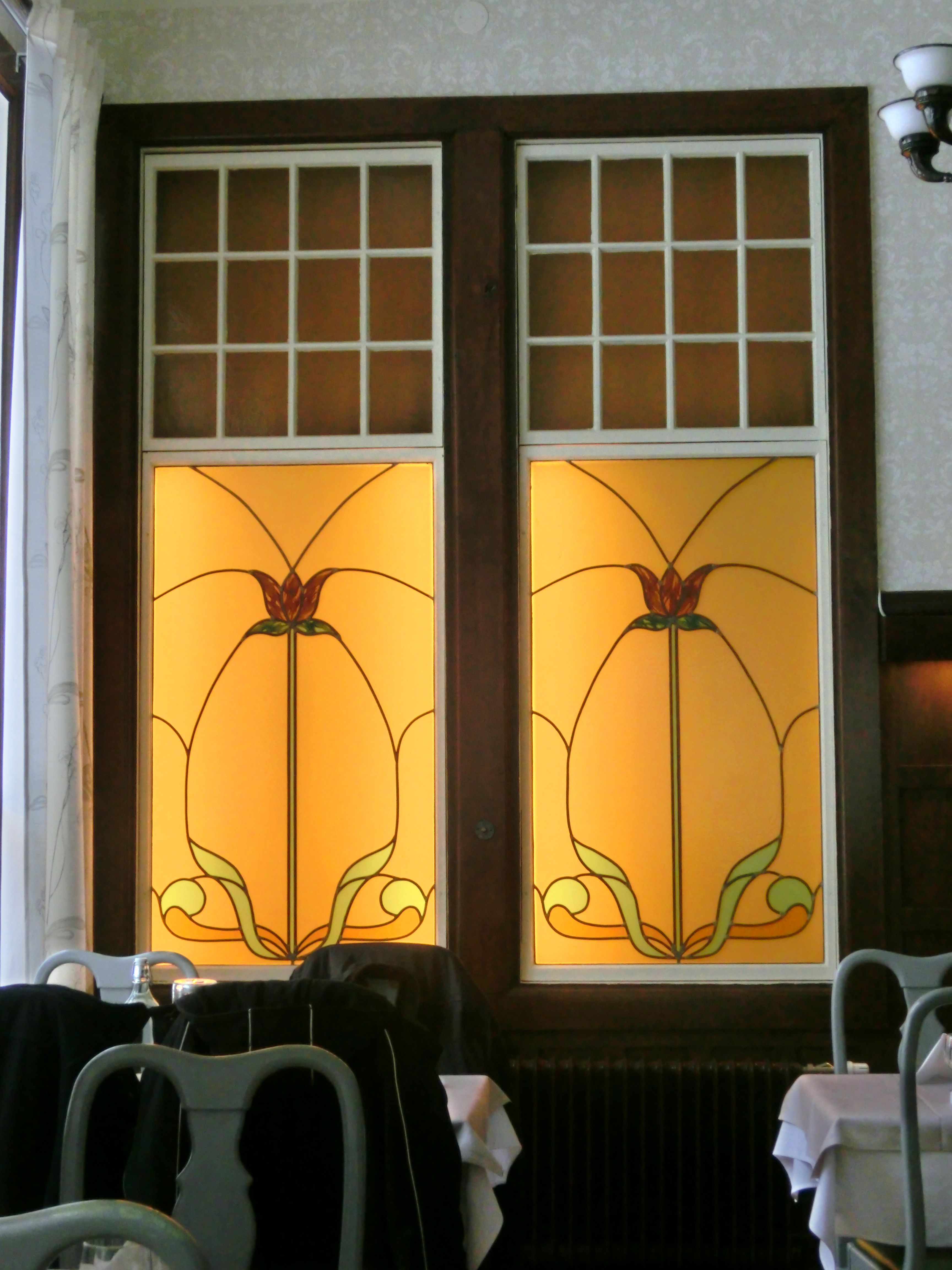
Fönster i jugendstil i Vintersanatoriet.

Från sekelskiftet 1900 satsade man stort på att göra kurorten mer attraktiv och fortsättningsvis var målgruppen både sjuka, konvalescenter och friska personer, i första hand ur samhällets övre skikt, tuberkulospatienter var inte längre välkomna. Parken och badhuset rustades upp och ett nytt stort hus med 33 gästrum, den så kallade "Nya Villan" uppfördes 1902 för att kunna hålla verksamheten igång även under vintern. Samtidigt uppfördes utsiktstornet, som en extra attraktion. Initiativtagaren Magnus Beckman tänkte sig ett modest trätor, men styrelsen önskade ett mer gediget utförande. Tornet uppfördes därför i tegel, 33 meter högt och var förberett för hiss. Ritningarna gjordes av byggnadsfirma F O Peterson & Söner i Göteborg. Utsiktstornet stod klart 1903 och invigdes av landshövding Cornelius Sjöcrona.
Vid unionskrisen med Norge 1905 ökade antalet gäster, som föredrog svenska kurorter framför de norska. "Nya Villan" byggdes därför till och 1907 stod ett fullt utbyggt "vintersanatorium" klart med ett 70-tal gästrum och sällskapssalonger med magnifika jugendinteriörer och exklusiva möbler. Med sanatorium avsågs här en "friskvårdsinrättning" – några tuberkulospatienter tog man inte emot. För gästernas motions skull byggdes en kägelbana omkring 1910. 
Under första delen av 1900-talet var Mössebergs kurort en populär vistelseort för landets societet. 1917 hägnades hela parken in och man fick därefter betala inträde för att få promenera i parken. Mot slutet av 1930-talet ledde en kraftig nedgång i antalet besökande till en ny kris för bolaget, men andra världskriget innebar ett kraftigt uppsving då de förmögnas resor till kurorter utomlands avbröts under sex år. Därefter innebar den framväxande charterturismen slutet för kurorten som ett exklusivt resmål. 
År 1954 såldes parken med byggnader till Falköpings kommun. Många av parkens villor blev då vanliga bostäder eller fick andra funktioner. Kurortsverksamheten drevs dock vidare. Vintersanatoriet utökades 1976 med en modern badavdelning i den låga byggnaden nordväst om "Nya Villan". På 1980-talet köptes kurortsrörelsen av "Dagengruppen AB", en del av Pingströrelsen. År 1994 byggdes anläggningen ut med en ny bad- och behandlingsbyggnad i fem våningar nordväst om de gamla byggnaderna. Denna inrymmer idag också äldreboende. Kurortsverksamheten togs 2006 över av Bräcke diakoni och ytterligare utbyggnad av anläggningen skedde 2007.

## Beskrivning

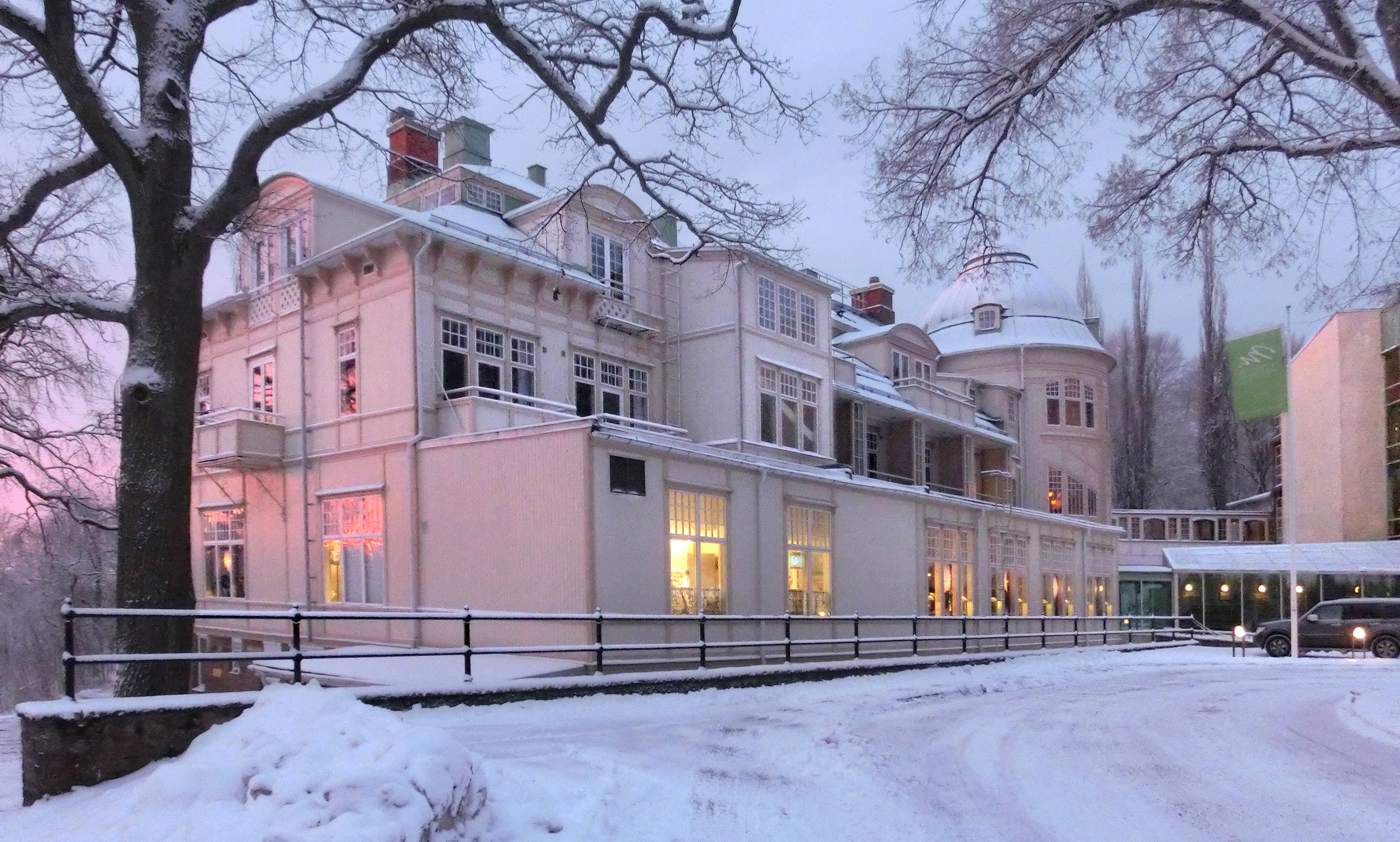
Här ses Vintersanatoriet, som byggdes 1907 i jugendstil.

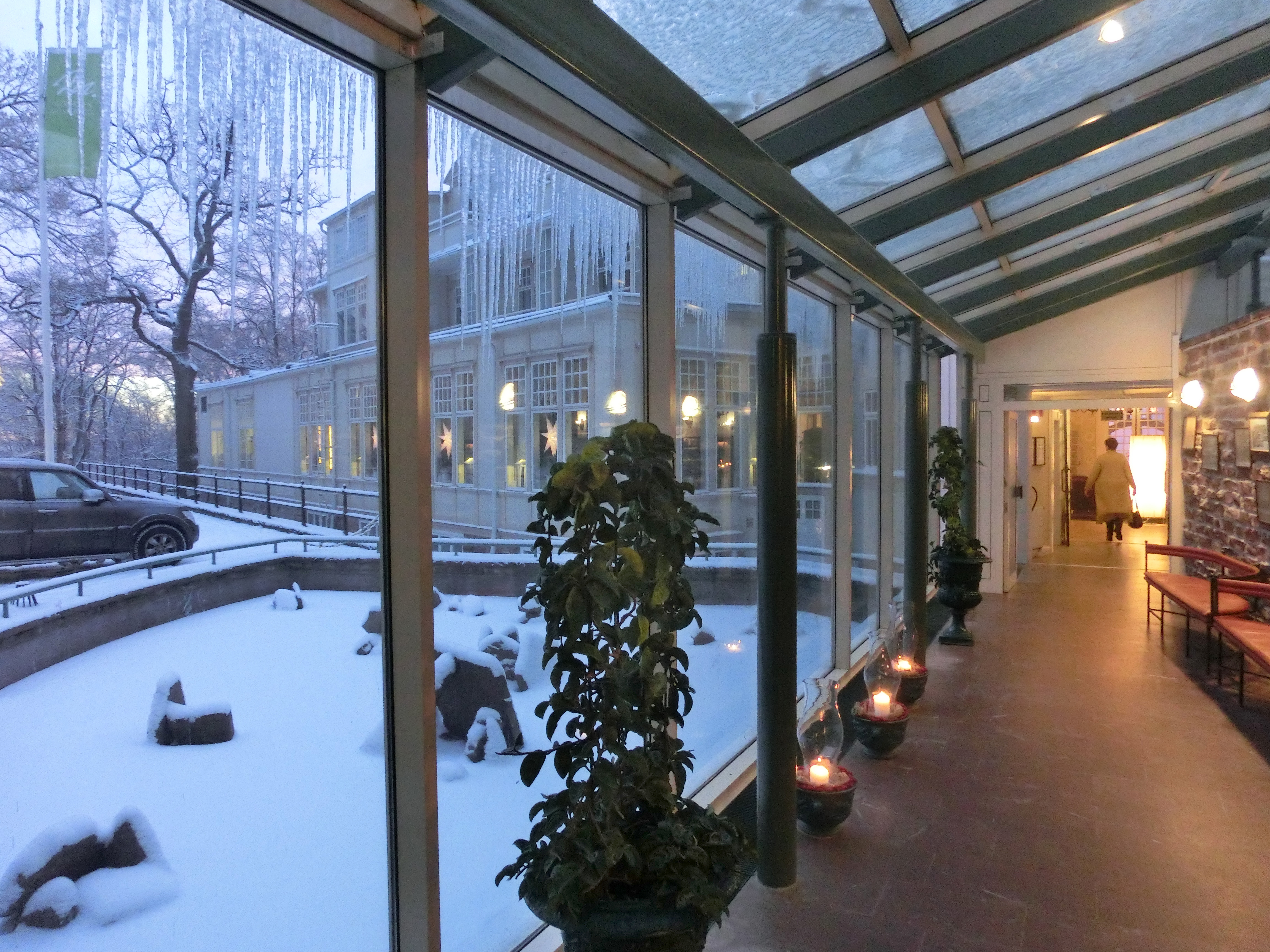
Förbindelsegång i Vintersanatoriet.

Mössebergsparken är det samlade namnet för den sammanhållna byggnads- och parkmiljö, som utgör Mössebergs kuranstalt. Parkområdet sträcker sig från Danska vägen och längs bergets sluttning upp till utsiktstornet på bergets högplatå. Området nedanför den skogklädda branten, som leder upp till högplatån, är ett öppet parkområde av stora gräsytor med spridda träd och ett trettiotal byggnader, varav ett tiotal mindre villor i schweizerstil med tidstypisk snickarglädje. 
Parken avgränsas av Lidgatan i sydväst och Svandammsvägen i nordost. Byggnadsminnets skyddsområde når upp till kanten av Mössebergs högplatå. Utanför området mot väster ligger en kägelbana från omkring 1910, som också tillhör kurortsanläggningen och byggnadsminnet. Detsamma gäller utsiktstornet på högplatån. Sydost om tornet låg det äldsta sanatoriet Bredablick från år 1885. Det är numera rivet och ersatt med en ny restaurangbyggnad med samma namn. Från denna plats löper en zig-zag väg ned mot parken. Här färdades – när det begav sig – kurortsgästerna i häst och vagn upp- och nedför berget. 
När man som besökare omkring 1920 anlände till kurorten via hästskjuts från järnvägsstationen passerade man i korsningen Mössebergsgatan–Danska vägen kurortens gamla restaurangbyggnad på vänster hand. Den är numera riven och ersatt av flerbostadshus. Man passerade sedan mellan de båda grindstugorna, som tillsammans med ett stängsel inhägnade parken sedan 1917, och fortsatte in längs uppfartens allé i Mössebergsgatans förlängning. 
På vänster hand hade man då kurortens "bolagsvilla" från omkring 1880-90. Sedan 1970-talet är den vandrarhem och ligger utanför byggnadsminnet. På höger hand hade man Svandammsvägen med villor och kurortens stallbyggnad. Kurorten hade omfattande hästskjutsverksamhet och bedrev jordbruk på sina ägor. Där uppfarten delar sig har man rakt fram det tidigare badhuset från 1872, uppfört på grunderna av det första badhuset från 1867, som brann ner 1871. Det hus som finns idag utgör badhusets mittparti – "societetsvillan", som inrymde sällskapslokaler, idag är exteriören kraftigt förenklad. Badhuslokalerna låg i byggnadens flyglar, som rivits under senare delen av 1900-talet. Detsamma gäller ett kapell på husets baksida. Det mesta av den övriga bebyggelsen finns kvar än idag.
Mellan societetsvillan och vandrarhemmet ligger en av två svandammar och en tennisbana. Ett litet hus intill tennisbanan var ursprungligen förvaringsbod för tennisrackets och annan parkutrustning, men har också tjänat som bårhus. Idag är den omklädningsrum. Till höger om societetsvillan ligger ett större hus med de gamla skylttexterna "kamrerare" och "överläkare" på fasaden. Detta var överläkarens mottagning och kontor för kurortens kamrer där gästerna skrev in sig och betalade sina avgifter, huset inrymde också gymnastiksalar. På senare tid har huset varit lokal för Länkrörelsen och numera är den kurortens konferenslokal. Intill står en mindre byggnad, som var underläkarens mottagning och laboratorium, idag privatbostad. 
I det öppna gräsklädda parkområdet i sluttningen ovanför ligger ett tiotal villor utspridda. Dessa inrymde gästrum som hyrdes ut till kurortsbesökarna, idag är de flesta privatbostäder. Den närmaste, "apoteksvillan" var först apotek, men byggdes 1910 om till "inhalatorium", en behandlingslokal för personer med astma och bronkit. Flera av villorna utanför byggnadsminnesområdet längs Svandammsvägen och Lidgatan har också anknytning till kurorten genom uthyrning av gästrum, ett hus har varit postkontor och ett annat "lasarett" – i betydelsen boende för mindre bemedlade kurortsbesökare. 
I parkens norra del ligger det storslagna kurortshotellet, eller "Vintersanatoriet" , en träbyggnad i tre våningar bestående av den södra delen "Nya Villan" byggd 1902, tillbyggd mot nordost 1907 med en lika stor byggnad. Husen inrymmer bland annat ett 70-tal gästrum, magnifika sällskapssalonger med inredningar och möblemang i exklusiv jugendstil, och från början även olika behandlingsrum. 
Bakom vintersanatoriet ligger kurortsverksamhetens mer sentida tillskott i form av en låg behandlingsbyggnad från 1976 och den nya bad- och behandlingsbyggnaden om fem våningar ritad av Gunnar Werner. Ett stycke mot nordost ligger en större trävilla, som fungerar som hotellannex, och ytterligare en mindre villa. Väster om de nya behandlingsbyggnaderna ligger "Hasselbacken", en lusthusbetonad paviljong för kaffeservering, som uppfördes samtidigt med sanatoriebyggnaden i början av 1900-talet. Längre bort mot sydväst ligger doktor Odenius överläkarvilla från 1920-talet, idag inrymmande kontor. I sydvästra delen av parken finns också en vattenreservoar, som byggdes redan på 1870-talet för badhusets behov.